# San Martino di Venezze
San Martino di Venezze (San Martin in veneto) è un comune italiano di 3 753 abitanti della provincia di Rovigo in Veneto, situato ad est del capoluogo.

## Geografia fisica

### Territorio
Situato a nord-est di Rovigo, il territorio è completamente pianeggiante. A nord il comune è delimitato dall'Adige ed è collegato ad Anguillara Veneta da un ponte che attraversa il fiume.

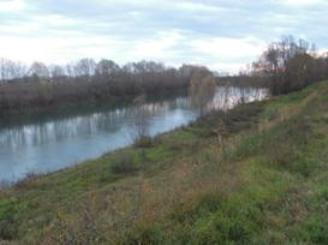
Il fiume Adige visto da San Martino di Venezze, località Penisola

## Storia
Ritrovamenti archeologici dimostrano che il territorio di San Martino era frequentato già nel corso dell'età del Bronzo, come testimonia l'insediamento del Bronzo finale di Saline e fu colonizzato, in epoca romana.
Nel 1484 San Martino fu ceduta dagli Estensi alla Repubblica di Venezia, a cui appartenne fino alla caduta avvenuta nel 1797.
Nel 1844 e nel 1882 San Martino fu soggetta a due rovinose alluvioni dell'Adige.
Dopo il passaggio al Regno d'Italia, avvenuto nel 1866, al comune di San Martino fu aggiunta la denominazione di Venezze.

Alla rotta dell'Adige del 1882 seguì un processo migratorio verso il Sud America che ebbe termine solo agli inizi degli anni venti.
Nel 1951, dopo l'alluvione del Po, iniziò un nuovo processo migratorio verso le regioni del Triangolo Industriale ed un progressivo spopolamento del comune.

## Monumenti e luoghi d'interesse

### Architetture religiose
- Chiesa di San Martino Vescovo (XVIII secolo), edificio religioso sito nel centro cittadino nei pressi dell'argine destro del fiume Adige. Eretta in sostituzione della precedente risalente al XVI secolo, l'attuale chiesa di San Martino è caratterizzata dalla pianta a croce latina e presenta al suo interno l'altare maggiore più altri tre altari e due cappelle impreziosite da dipinti di scuola veronese. Al suo fianco si staglia il campanile caratterizzato da una sensibile pendenza.
- Chiesa di Santa Maria Assunta in località Beverare.

### Architetture civili
- Corte Barbariga (XVIII secolo).
- Palazzo Corni (XVII secolo) sito nell'omonima frazione.
- Palazzo Mangili-Valmarana (XIX secolo) è l'attuale sede municipale e sito nel centro della cittadina polesana.[6]
- Villa Venezze Giustiniani detta "Ca' Venezze" (XVI secolo) sita in località Saline.[7]

## Società

### Evoluzione demografica
Abitanti censiti

## Economia
Da paese prevalentemente agricolo quale è stato fino agli anni settanta, San Martino di Venezze si è progressivamente trasformato in paese a vocazione artigianale (imprese edili, confezioni di abbigliamento, maglierie, lavorazione del ferro, autotrasporti) e piccolo industriale (impiantistica elettrica, lavorazione della plastica, produzione imballaggi, stamperie, produzione vasi in terracotta, produzione pasta fresca).
Numerose sono le attività di servizi, i  professionisti, le attività di ristorazione e di somministrazione di alimenti e bevande. 
Negli ultimi anni sono nate nuove attività legate al turismo naturalistico: agriturismi, centri ippici, aziende per la produzione di prodotti da agricoltura biologica, ecc.

## Amministrazione

### Sindaci dall'unità d'Italia ad oggi
| Periodo | Periodo   | Primo cittadino                      | Partito                         | Carica                  | Note                |
| ------- | --------- | ------------------------------------ | ------------------------------- | ----------------------- | ------------------- |
| 1870    | 1876      | Stefano Venezze                      |                                 | Sindaco                 |                     |
| 1876    | 1879      | Carlo Marcassa                       |                                 | Sindaco                 |                     |
| 1879    | 1880      | Edoardo Guillon                      |                                 | Sindaco                 |                     |
| 1880    | 1881      | Felice Dall'Ara                      |                                 | Sindaco                 |                     |
| 1881    | 1889      | Ezio Marcassa                        |                                 | Sindaco                 |                     |
| 1889    | 1893      | Giovanni Battista Belloni            |                                 | Sindaco                 |                     |
| 1893    | 1896      | Alberto Guillon                      |                                 | Sindaco                 |                     |
| 1896    | 1919      | Giovanni Battista Belloni            | Partito Liberale Italiano       | Sindaco                 |                     |
| 1919    | 1921      | Orfeo Traversi                       | Partito Socialista Italiano     | Sindaco                 |                     |
| 1921    | 1926      | Carlo Marcassa                       | Partito Liberale Italiano       | Sindaco                 |                     |
| 1926    | 1945      | Antonio Belloni                      | Partito Nazionale Fascista      | Podestà                 |                     |
| 1945    | 1946      | Emanuele Ferrarese e Alberto Favaron |                                 | Commissario prefettizio | Ruolo straordinario |
| 1946    | 1949      | Pietro Traversi                      | Partito Socialista Italiano     | Sindaco                 |                     |
| 1949    | 1953      | Giovanni Mingotti                    | Democrazia Cristiana            | Sindaco                 |                     |
| 1953    | 1958      | Luigi Menarello                      | Democrazia Cristiana            | [Sindaco                |                     |
| 1958    | 1961      | Luigi Menarello                      | Democrazia Cristiana            | Sindaco                 | 2º mandato          |
| 1961    | 1967      | Rino Gherardo                        | Democrazia Cristiana            | Sindaco                 |                     |
| 1967    | 1972      | Rino Gherardo                        | Democrazia Cristiana            | Sindaco                 | 2º mandato          |
| 1972    | 1975      | Rino Gherardo                        | Democrazia Cristiana            | Sindaco                 | 3º mandato          |
| 1975    | 1978      | Anerzio Bacco                        | Democrazia Cristiana            | Sindaco                 |                     |
| 1978    | 1983      | Anerzio Bacco                        | Democrazia Cristiana            | Sindaco                 | 2º mandato          |
| 1983    | 1986      | Antonio Volpe                        | Democrazia Cristiana            | Sindaco                 |                     |
| 1986    | 1988      | Nettuno Orfaci                       | Democrazia Cristiana            | Sindaco                 |                     |
| 1988    | 1993      | Nettuno Orfaci                       | Democrazia Cristiana            | Sindaco                 |                     |
| 1993    | 1997      | Pierpaolo Barison                    | lista civica di centro-destra   | Sindaco                 |                     |
| 1997    | 2001      | Pierpaolo Barison                    | lista civica di centro-destra   | Sindaco                 | 2º mandato          |
| 2001    | 2006      | Tiziano Bonato                       | lista civica di centro-destra   | Sindaco                 |                     |
| 2006    | 2011      | Roberto Merlin                       | lista civica di centro          | Sindaco                 |                     |
| 2011    | 2016      | Vinicio Piasentini                   | lista civica di centro-sinistra | Sindaco                 |                     |
| 2016    | 2021      | Vinicio Piasentini                   | lista civica di centro-sinistra | Sindaco                 | 2º mandato          |
| 2021    | in carica | Elisa Sette                          | lista civica di centro-sinistra | Sindaco                 |                     |